# Seggerling

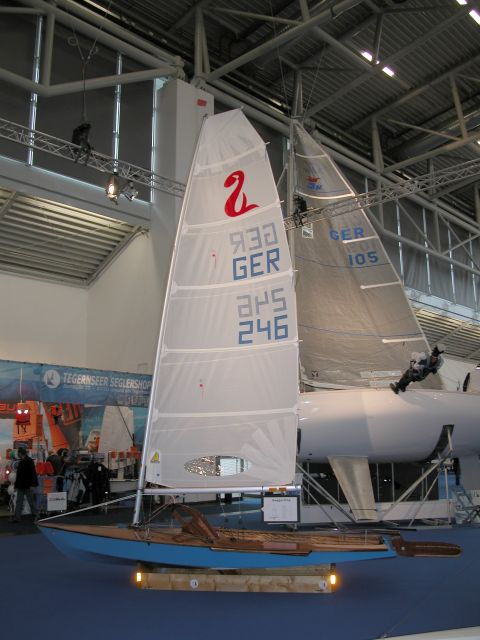
Seggerling auf der Messe CBR in München

Die Seggerling ist eine Einmannsegeljolle, die 1983 von Jüs Segger entwickelt wurde. Es ist ein Knickspantboot, welches nur mit einem Großsegel gefahren wird. Ziel war es, eine Holzjolle für den Selbstbau zu entwickeln. Die Baumethode wird als Näh- und Klebetechnik bezeichnet.
Von Jüs Segger wurde auch das Kajütboot Diabolo entwickelt.